# Екологічна геологія
Екологі́чна геоло́гія, Екогеологія — наука геологічного циклу, що вивчає екологічну систему літосфери, закономірності її формування і просторово-часових змін під впливом природних і техногенних факторів у зв'язку з життєдіяльністю біоти та, насамперед, — людини, яка названа геологічним середовищем.
Не плутати з Геоекологія (від грец. γεω — Земля, грец. γοίκος — дім, грец. λόγος — знання) — розділ географії, який вивчає геосистеми різних ієрархічних рангів — до біосфери включно. У широкому трактуванні — ландшафтна екологія. 

## Загальний опис
Екологічна геологія, екогеологія – новий напрямок в науках про Землю (природознавстві), що займається використанням геологічних знань і методів для вирішення екологічних питань і завдань. У сферу Е.г. входить характеристика геологічного середовища, його змін під впливом техногенезу, розробка методів спостережень за нею (літомоніторинг), характеристика і охорона водних ресурсів (головним чином, підземних вод), раціональна розробка корисних копалин, повнота їх вилучення і використання, раціональне використання надр. Г.е. слід відрізняти від геоекології (переважно географічний аспект екологічних досліджень), хоча строго розмежовувати ці напрямки вдається не завжди.
Воно є тришаровим утворенням: літосфера, гідросфера, нижня частина атмосфери.
З часу першої появи терміна «екологічна геологія» (екогеологія), введеного в 1989 р. М.І. Плотніковим і М.А. Карцевим, цей напрямок активно розвивається саме в Україні. У числі робіт даного профілю потрібно назвати довідковий посібник «Екологічна геологія України» (Є. Шнюков та ін., 1993), підручники та навчальні посібники О. Адаменко, Г. Рудько (1995, 1998), Г. Рудько, О. Адаменко (2001, 2009), Г.І. Рудько, І.П. Гамеляк (2003), словник-довідник «Підземні води. Екологічна геологія »(2005), підручник « Екологічна геологія » під редакцією М.М. Коржнева, навчально-довідковий посібник «Геологія і нафтогазоносність України» (2007) і ряд інших, де даний напрямок наук про Землю охарактеризовано досить детально або найбільш повно.
У Росії в числі найбільш відомих підручників з екологічної геології потрібно назвати роботу В.Т. Трофимова і Д.Г. Зілінг (2002), «Геоекологія» М.К. Бахтєєва (2001), «Інженерна екологія» І.І. Мазура та ін. (1996), дослідження В.Т. Трофимова та ін. По теорії та методології екологічної геології (1997). Найбільш активно в межах Росії розвивалася екологічна гідрогеологія (М. Плотніков, 1998; А.А. Шварц, 1997; А.П. Білоусова та ін., 2006 і ін.).

## Предмет екологічної геології
- речовинний склад літосфери;
- екологічна роль геологічного середовища;
- процеси, що відбуваються в літосфері і на її поверхні;
- екологічні функції літосфери, основними серед яких є ресурсна, геодинамічна і геохімічна. Всі ці функції літосфери найтіснішим чином пов'язані між собою.

## Об'єкт дослідження екологічної геології
Літосфера в зоні взаємодії з біотою або в зоні її взаємодії з біотою і технічними об'єктами (техно-геологічні системи). Таким чином об'єктом дослідження є еколого-геологічні системи: «літосфера-біота» або «літосфера-біота-технічні об'єкти» глобального, регіонального або локального рівнів.

## Основні напрями
Основні напрями екологічної геології як науки включають: екологічну геодинаміку, екологічну геохімію і екологічну геофізику.
Крім того, екологічна геологія займається вирішенням правових питань у сфері використання надр та охороною геологічного середовища.

## Наукова методика
Включає в себе загальногеологічні методики досліджень і спеціальні методи досліджень: еколого-геологічне картування, функціональний аналіз еколого-геологічної обстановки, еколого-геологічне моделювання, еколого-геологічний моніторинг, інженерно-екологічні вишукування та ін.